# 中田雅之
中田 雅之（なかた まさゆき、1963年10月28日 - ）は、日本の元男性声優、元舞台俳優。奈良県出身。

## 人物
勝田声優学院卒業。
ぷろだくしょんバオバブを経て、ヴィーヴに所属するも、一身上の都合により引退。また、劇団すごろくにおいて舞台俳優の活動も行っていた。趣味は競艇観戦、読書。特技は硬式テニス。方言は九州方面、関西方面。
資格は普通免許。

## 後任
中田の引退後、持ち役を引き継いだ人物は以下の通り。
| 後任     | 役名               | 作品                           | 後任の初出演                                |
| -------- | ------------------ | ------------------------------ | ------------------------------------------- |
| 福島潤   | オデロ・ヘンリーク | 『機動戦士Vガンダム』          | 『SDガンダム GGENERATION SPIRITS』          |
| 松島昭浩 | パソコン           | 『おくびょうなカーレッジくん』 | 『カーレッジくんの霧にキリキリまい！』      |
| 白熊寛嗣 | レンブラント       | 『金色のガッシュベル!!』       | 『金色のガッシュベル!! 永遠の絆の仲間たち』 |

## 出演
太字はメインキャラクター。

### テレビアニメ
1993年
- 機動戦士Vガンダム（1993年 - 1994年、オデロ・ヘンリーク[8]）
- ドラえもん（武士、兄ちゃん 他）
- 忍たま乱太郎（山田伝蔵〈偽者〉、八味地黄丸 他）

1995年
- バーチャファイター（ロバート・ミラクルキング）

1996年
- 機動戦艦ナデシコ（幹部A）
- クレヨンしんちゃん（1996年 - 1997年、手下、セカンド）
- B'T X（兵士2、兵士、係員A、博士、科学者A）

1997年
- 剣風伝奇ベルセルク（1997年 - 1998年、兵士B、番兵A、兵士1、兵B、傭兵B）
- 少女革命ウテナ（医師、冬芽の父、教授B）
- スーパーフィッシング グランダー武蔵（スタッフ、カメラマン、部下1）

1998年
- 銀河漂流バイファム13（パイロットB、オペレーターB、ククト兵）
- グランダー武蔵RV（選手C）
- スーパーミルクチャン
- TRIGUN（市民）
- ポポロクロイス物語（医師）
- 魔術士オーフェン（鉱夫A）

1999年
- アークザラッド（男）
- 宇宙海賊ミトの大冒険2人の女王様（海賊F）
- THE ビッグオー（警官）
- 週刊ストーリーランド（1999年 - 2001年、仲間、街人、飛脚、客）
- ∀ガンダム（オペレーター）
- ホームムービーズ（ライフセイバー）
- Bビーダマン爆外伝V（村人ボン、ちちおやボン、たいちょうボン、コンビボンB）
- ワイルドアームズ トワイライトヴェノム（エイブラハム）

2000年
- 激動!歴史を変える男たち〜アニメ静岡県史〜（徳川慶喜[9]）
- ゲートキーパーズ（西ドイツ司令）
- マイアミ☆ガンズ（タイツ刑事、虎之助、ブラックE島、SP、アナウンサー、司会）

2001年
- グラップラー刃牙（内藤、花山薫、ナレーション、ストリートファイトの男、高木、ベイル、リチャード・フィルス、デルタフォース隊長）
- Sheeep（ゴッチャ）
- バビル2世（新）（古見泰造、部下、デニス、幹部1、操縦士B）
- ヒカルの碁（乃木、萩原九段、伊角の対戦相手、記者、職員、野球部員）
- Hellsing（医師）

2002年
- アベノ橋魔法☆商店街（医者）

2003年
- R.O.D -THE TV-（チーフ）
- L/R -Licensed by Royal-（ミック）
- クロノクルセイド（グーリオ）
- 金色のガッシュベル!!（レンブラント）
- SUBMARINE SUPER 99（ボル・ロウ大佐）
- TEXHNOLYZE（神保）
- 成恵の世界（審査員長）
- ねこぢる劇場（助役）
- ふぉうちゅんドッグす（バーナードン）
- ブラック・ジャック2時間スペシャル 〜命をめぐる4つの奇跡〜（配達人）
- 名探偵コナン（2003年 - 2004年、佐熊浩之、駅員、警官）

2004年
- GANTZ（斉藤直純）
- 天上天下（ペイ、スーツの男1）
- NARUTO -ナルト-（兄貴）
- 爆裂天使（お好み焼き屋の客A、警官B）
- ブラック・ジャック（配達人、医者C、男性客）
- 忘却の旋律（男A）

2005年
- スパイダーマン&アメイジング・フレンズ（ドクター・ストレンジ）
- ルパン三世 天使の策略 〜夢のカケラは殺しの香り〜（バーテン）

2006年
- BLACK LAGOON The Second Barrage（両角）
- ヤマトナデシコ七変化♥（警官、刑事）

### 劇場アニメ
1996年
- ハーメルンのバイオリン弾き（冥法軍兵士）

1997年
- 音響生命体ノイズマン（ポチ）
- クレヨンしんちゃん 暗黒タマタマ大追跡（勝四郎）

1998年
- クレヨンしんちゃん 電撃!ブタのヒヅメ大作戦（警備兵）
- スプリガン（警備兵）

2005年
- キノの旅 何かをするために -life goes on.-（中年の男）

### OVA
1994年
- 銀河英雄伝説

1996年
- BRONZE ZETSUAI since 1989（記者B）

1997年
- VS騎士ラムネ&40FRESH（オペレーターA）

1998年
- 青の6号（男A）

### ゲーム
1996年
- 新スーパーロボット大戦（オデロ・ヘンリーク、兵士）

1999年
- SDガンダム GGENERATION シリーズ（1999年 - 2006年、オデロ・ヘンリーク、ジオン兵B〈F・PORTABLE〉） - 6作品
- 70年代風ロボットアニメ ゲッP-X（山本一軸長官）
- ラングリッサーミレニアム

2000年
- スーパーロボット大戦α（オデロ・ヘンリーク、連邦軍兵）
- フランベルジュの精霊（国王、デイブ、エルフ長老）

2001年
- スーパーロボット大戦α for Dreamcast（オデロ・ヘンリーク）

2002年
- サーヴィランス 監視者（ノーマン・イワノラ）
- 絶体絶命都市（西山秀朗）

2004年
- 金色のガッシュベル!! 激闘!最強の魔物達（レンブラント）
- スーパーロボット大戦GC（ムゲ兵）
- ポポロクロイス 月の掟の冒険（ランバート）

2005年
- 必殺裏稼業（謙冶）

2006年
- GENJI -神威奏乱-
- スーパーロボット大戦XO（ムゲ兵）
- 絶体絶命都市2 -凍てついた記憶たち-（藤宮春香の父）

2007年
- ワイルドアームズ クロスファイア（ログナー・ブリッツレーブレット）

### 吹き替え

#### 映画
1998年
- アイス・ストーム
- Xファイル ザ・ムービー（捜査官1）

1999年
- クロスゲージ
- タイムトラベラー きのうから来た恋人（ソーダの店員〈ジョーイ・ストロニック〉）
- ドラゴンハート ※日本テレビ版
- ブロークン・アロー ※日本テレビ版

2001年
- 悪魔の棲む部屋

2002年
- ジャスティス（ハンス・フューセル少佐〈デビッド・バラス〉）
- ブラッド・ワーク（バディ・ヌーン〈ジェフ・ダニエルズ〉）
- ロマンスX

2003年
- シカゴ（警官）

#### ドラマ
- V.I.P.（チャズ・マリーク、モーリス、ジェットソン、クレイ・ゴッドフリー 他）

1995年
- パワーレンジャー（クモモンスター〈トム・ワイナー〉、サイクロプス〈リチャード・エプカー〉）

1996年
- サブリナ（バクスター）
- 犯罪捜査官ネイビーファイル（パルマー）

2002年
- ザ・ホワイトハウス（スティーブ）

#### アニメ
1997年
- デクスターズラボ（クランク）

1999年
- カウ&チキン（パパ、ウィーゼル）
- スーパーマン（ルーディ・ジョーンズ/パラサイト）
- サウスパーク（イエス・キリスト〈2代目〉、メフィスト博士〈シーズン3〉、スキーター）

2000年
- バットマン（スローン）

2001年
- おくびょうなカーレッジくん（キャッツ、パソコン、フレッド 他）

2003年
- スピリット
- パワーパフガールズ アンダーグラウンド（ユートニウム博士、モジョ・ジョジョ、ビッグ・ビリー）

2004年
- スパイダーマン（ドクター・ストレンジ）

2005年
- スパイダーマン&アメイジング・フレンズ（ドクター・ストレンジ）

### ドラマCD
- Weiß kreuz Dramatic Collection II ENDLESS RAIN（老人客A）
- The MANZAI（江河先生）
- ストリートファイターZERO3 ドラマアルバム（手下2）
- トリニティ・ブラッド　Rage Against the Moons 3「ノウ・フェイス」（レンツ警部）
- 真夏の被害者（会長）
- 無敵な僕ら（先生）

### 特撮
1990年
- 特警ウインスペクター 第10話「大人をやっつけろ」（カバン店店員）

### 舞台
1991年
- 賀原夏子追悼公演 恋の冷凍保存（カメラマン[10]）

### テレビ番組
- マジカル頭脳パワー!! / マジカルミステリー劇場 「勇み足」（1992年、NTV）
- シェフからの招待状（ナレーション）

### シリーズ一覧
1. ↑  『ZERO』（1999年）、『F』（2000年）、『F.I.F』（2001年）、『NEO』（2002年）、『SEED』（2004年）、『PORTABLE』（2006年）